# Dorothy Peterson

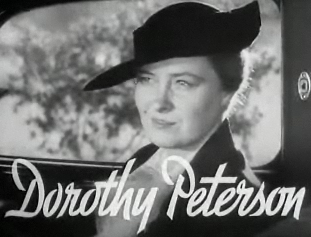
Dorothy Peterson (1935) – amerikanische Schauspielerin

Dorothy Peterson (* 25. Dezember 1897 in Hector, Minnesota, als Bergetta Peterson; † 3. Oktober 1979 in New York City, New York) war eine US-amerikanische Schauspielerin.

## Leben und Karriere
Dorothy Peterson wurde in Hector, einem kleinen Dorf in Minnesota, als Tochter schwedischer Einwanderer geboren. Nach einem Studium an der Columbia University begann sie ihre Laufbahn als Schauspielerin beim Theater. So war sie zwischen 1924 und 1930 war sie in insgesamt acht Broadway-Produktionen zu sehen. Wie zahlreiche Broadway-Darsteller wechselte sie mit Beginn des Tonfilms nach Hollywood, weil dort Schauspieler mit Sprecherfahrung gesucht wurden. Ihr Filmdebüt machte sie in der Hauptrolle des Dramas Mothers Cry. Darin spielte sie die Hauptrolle der Witwe Mary Williams, die ihre vier Kinder alleine großziehen muss und im Laufe des Filmes um 30 Jahre altert. Auch in ihren folgenden Filmen war Peterson besonders häufig auf das Rollenfach der sorgevollen oder unterstützenden Mutter festgelegt, wobei ihre Figuren nicht selten älter als sie selbst zu dieser Zeit waren.
Im Verlaufe ihrer weiteren Filmkarriere spielte Peterson vorrangig Nebenrollen. In Alfred Hitchcocks Thriller Saboteure (1942) spielte sie beispielsweise die trauernde Mutter eines getöteten Arbeiters, die einem Mann hilft, obwohl der wegen Mordes an ihrem Sohn gesucht wird. Außerdem verkörperte Peterson die Mutter von Edward G. Robinson in Fritz Langs Film noir Gefährliche Begegnung (1944). Zu ihren weiteren bekannten Filmen gehören Opfer einer großen Liebe und Das Leben der Mrs. Skeffington, jeweils mit Bette Davis in der Hauptrolle. Für ihren Part als feministische Mutter der Hauptfigur in der Filmbiografie Lillian Russell (1940) wurde sie besonders gelobt. Neben ihrer Filmarbeit sprach sie beim Radio unter anderem 1942 – vertretungsweise – eine der Hauptrollen in der populären Henry-Aldrich-Radiositcom.
Nach einem Auftritt als Mutter von Shirley Temples Figur in That Hagen Girl zog sich Peterson 1947 nach über 80 Filmen aus Hollywood zurück. An der amerikanischen Ostküste übernahm sie allerdings noch bis Mitte der 1960er Jahre verschiedene Rollen im Fernsehen, zudem spielte sie wieder vermehrt Theater. Sie war von 1943 bis zu seinem Tod 1963 mit dem Schauspieler Guinn Williams verheiratet. Dorothy Peterson starb 1979 im Alter von 81 Jahren in New York City.

## Filmografie (Auswahl)
- 1930: Mothers Cry
- 1931: Penrod and Sam
- 1932: Emma, die Perle (Emma)
- 1932: Business and Pleasure
- 1932: So Big
- 1932: Der Henker von New York (Attorney for the Defense)
- 1932: Die Hütte im Baumwollfeld (The Cabin in the Cotton)
- 1932: Zahlungsaufschub (Payment Deferred)
- 1932: Call Her Savage
- 1932: Zahlungsaufschub (Payment Deferred)
- 1933: The Mayor of Hell
- 1933: Ich bin kein Engel (I’m No Angel)
- 1934: Men in White
- 1934: Die Schatzinsel (Treasure Island)
- 1935: Ein Arzt für alle Fälle (Society Doctor)
- 1935: 20.000 Dollar Belohnung (Pursuit)
- 1936: Fünflinge (The Country Doctor)
- 1936: The Devil Is a Sissy
- 1937: Confession
- 1938: Breaking the Ice
- 1939: Opfer einer großen Liebe (Dark Victory)
- 1940: Ein Ehemann zuviel (Too Many Husbands)
- 1940: Lillian Russell
- 1940: Women in War
- 1941: Cheers for Miss Bishop
- 1942: Saboteure (Saboteur)
- 1943: In die japanische Sonne (Air Force)
- 1943: The Moon Is Down
- 1943: This Is the Army
- 1944: Das Leben der Mrs. Skeffington (Mr. Skeffington)
- 1944: Gefährliche Begegnung (The Woman in the Window)
- 1946: Feuer am Horizont (Canyon Passage)
- 1946: Schwester Kenny (Sister Kenny)
- 1947: That Hagen Girl
- 1954: Modern Romances (Fernsehserie, 5 Folgen)
- 1959: Gnadenlose Stadt (Naked City, Fernsehserie, Folge Burst of Passion)
- 1964: The Patty Duke Show (Fernsehserie, Folge Hi, Society)